# Pooler
Pooler es una ciudad situada en el condado de Chatham, Georgia, Estados Unidos. Tiene una población estimada, a mediados de 2023, de 29 544 habitantes.
Es parte del área metropolitana de Savannah.
La ciudad, al igual que otras localidades costeras sobre el Atlántico, está creciendo por una serie de razones económicas y no económicas, incluyendo oportunidades de empleo, un costo de vida relativamente bajo, viviendas más accesibles, un clima benigno y un estilo de vida amigable.
Sus bajas tasas de criminalidad y su atmósfera de pueblo pequeño han sido también factores decisivos en su explosivo crecimiento. Pooler es hoy una de las ciudades de mayor crecimiento del estado de Georgia.

## Geografía
La localidad está ubicada en las coordenadas 32°06′20″N 81°15′21″O / 32.10556, -81.25583 (32.105635, -81.256032). Según la Oficina del Censo, la localidad tiene una superficie total de 72.25 km², de los cuales 71.76 km² corresponden a tierra firme y 0.49 km² están cubiertos de agua.

## Demografía

### Censo de 2020
Según el censo de 2020, en ese momento la localidad tenía una población de 25 711 habitantes. La densidad de población era de 358.29 hab./km².
| Raza                   | Núm.   | Porc.  |
| ---------------------- | ------ | ------ |
| Blancos                | 13 957 | 54.3%  |
| Afroamericanos         | 6928   | 26.9%  |
| Amerindios             | 122    | 0.5%   |
| Asiáticos              | 1546   | 6.0%   |
| Isleños del Pacífico   | 47     | 0.2%   |
| De otras razas         | 1045   | 4.1%   |
| De una mezcla de razas | 2066   | 8.0%   |
| Total                  | 25 711 | 100.0% |

Del total de la población, el 9.3% eran hispanos o latinos de cualquier raza.

### Estimación 2018-2022
De acuerdo con la estimación 2018-2022 de la Oficina del Censo, los ingresos medios de los hogares de la localidad son de $89,812 y los ingresos medios de las familias son de $110,908. Los ingresos per cápita en los últimos doce meses, medidos en dólares de 2022, son de $42,438.

## Economía
Por su ubicación apenas al oeste del Aeropuerto de Savannah, la ciudad dispone de una interesante oferta hotelera, incluyendo establecimientos de las cadenas Hilton, Courtyard by Marriott y Aloft.
El centro comercial Tanger Outlets Savannah incluye locales de las marcas H&M, Forever 21, Gap, Starbucks, entre otras, además de un complejo de cines que, según su sitio web, tiene la pantalla IMAX más alta del mundo.